# Потехин, Николай Алексеевич
Николай Алексеевич Потехин — советский хозяйственный, государственный и политический деятель.

## Биография
Родился в 1911 году. Член ВКП(б).
С 1937 года - на хозяйственной, общественной и политической работе. В 1937-1965 гг. — на Кузнецком металлургическом комбинате, на партийной работе в Новосибирской и Кемеровской области, заведующий Отделом Орловского областного комитета ВКП(б), секретарь Елецкого городского комитета КПСС, секретарь Орловского областного комитета КПСС, председатель СНХ Орловского экономического административного района, председатель Организационного бюро Орловского областного комитета КПСС по промышленному производству, 1-й секретарь Орловского промышленного областного комитета КПСС, 2-й секретарь Орловского областного комитета КПСС.
Избирался депутатом Верховного Совета РСФСР 6-го созыва.